# 能源開發
能源开发（英語：Energy development）是为满足文明的各种需求而不断努力提供足够一次能源和二次能源的能量形式的过程。能源开发不但涉及到成熟技术的采用，同时也包括建立新的能源相关技术。在能源规划当中，主要的考虑事项包括资源枯竭、供应产量高峰、供应的安全性、成本、对于空气污染和水污染的影响以及相应的能源是否属于可再生能源。

## 可再生能源
可再生能源通常被定义为能量来源于在人类时间量度里它们让大自然补充的能源，例如太阳光，风，雨，潮汐，波浪，地热等。可再生能源取代了四个不同领域的传统燃料：发电，热水/供暖，汽车燃料和乡村（离网）电力服务。

## 化石燃料
化石燃料（主要的不可再生的化石）来源燃烧煤或烃类燃料，这是植物和动物的分解的遗体。有三种主要类型的化石燃料：煤炭，石油，和天然气。

## 註
1. ↑  Also known as heat loss inefficiency